# Die neun Todsünden
Die neun Todsünden ist das bislang einzige Album der Rapperin Visa Vie. Es erschien am 12. Juni 2009 auf dem Label Flavamatic im Vertrieb von Rough Trade.

## Entstehung
Während Visa Vie ihr Abitur ablegte, bat ein befreundeter Rapper sie, etwas für sein Album einzusprechen. Hinterher stellte sich heraus, dass in dem betreffenden Stück vier Zeilen fehlten, weshalb sie von ihm überredet wurde, diese durch einen Rap ihrerseits auszufüllen. Dadurch fand sie die Motivation, eine eigene Rapkarriere zu starten. 2008 begannen die Arbeiten an ihrem Debütalbum, das zunächst als Demoveröffentlichung geplant war. Insgesamt arbeitete sie zehn Monate an Die neun Todsünden. Das Album erschien schließlich am 12. Juni 2009 auf dem Label Flavamatic. Die Record Release Party fand in der Volksbühne am Rosa-Luxemburg-Platz statt.

## Aufnahmen und Musikstil
Produzenten auf dem Album waren MecsTreem, Phylo (Da Flexiblez), Shawn (F.U.A.), Danito, Carpe Diem, Matti Bye, Dra-Q. Gastrapper sind Luke 27, Carpe Diem, Reatsch, S. Sanchez, She-Raw und Dra-Q. Musikalisch bietet das Album neben klassischen Hip-Hop-Beats auch Elemente aus dem Drum and Bass, Reggae und klassischen Klavierstücken.

## Gestaltung
Auf dem Cover sind neun Fotos von Visa Vie annähernd halbkreisförmig zu sehen, die sie mit unterschiedlichen Frisuren und Gegenständen in der Hand zeigen. Jedes steht dabei für eine „Todsünde“: Hurerei, Selbstzerstörung, Betrug, Angst, Dummheit, Gewalt, Gleichgültigkeit, Gier und Eifersucht. Beim Porträt, das „Dummheit“ stilisieren soll, hält sie beispielsweise eine Ausgabe von Bild in beiden Händen, bei „Gewalt“ ist sie mit einer Pistole und einem Messer in der Hand abgebildet. 
Über diesen neun Porträts ist in weißen Buchstaben mit schwarzem Rand und schwarzen „Druckflecken“ der Schriftzug „ViSA Vie“ zu erkennen, unter den Fotos annähernd pyramidenförmig untereinander angeordnet der Albumtitel „Die NEUN TODSÜNDEN“. Der Hintergrund besteht aus einer grauen Beton- oder Steinwand, in der sechsmal die Zahl „9“ eingemeißelt wurde.

## Texte und Stil
Stilistisch kann Die neun Todsünden als Konzeptalbum eingeordnet werden, da die auf dem Cover dargestellten „Todsünden“ zugleich Liedtitel bilden. Mit den eigentlichen biblischen Todsünden haben die Texte weniger zu tun, lediglich Gier und Hochmut (als Bonustrack) sind mit denen des Katechismus der Katholischen Kirche identisch, ansonsten wurden sie frei gewählt.
In Dummheit wird die nach Auffassung der Künstlerin fortschreitende Verblödung durch das Fernsehen scharf kritisiert. Mehrere Prominente werden direkt angegriffen, unter anderem Britt, Jürgen Drews, Lady Bitch Ray und Kader Loth. Ebenfalls wird auf Marcel Reich-Ranicki und den durch ihn verursachten Eklat beim Deutschen Fernsehpreis 2008 Bezug genommen.